# 2020年3月中国大陆

## 3月1日
- 国务院联防联控机制召开新闻发布会，海关总署卫生检疫司司长林伟表示，要求对所有出入境人员严格实施“三查、三排、一转运”的检疫措施[1][2]。
- 《网络信息内容生态治理规定》实施。[3]
- 武汉中心医院江学庆医生因感染新冠肺炎，于5时32分离世。[4]
- 云南省红河州中级人民法院对马建国杀害疫情卡点工作人员案宣判，以故意杀人罪判处死刑。[5]
- 武汉市硚口武体方舱医院的患者全部康复，武汉市首家方舱医院休舱。[6]

## 3月2日
- 中共中央政治局常委、国务院总理、中央应对疫情工作领导小组组长李克强主持召开领导小组会议并指出，加强疫情形势研判，要做好分区分级精准防控，采取务实措施关心关爱防控一线城乡社区工作者，统筹疫情防控和春耕生产，进一步拓展防控形势积极向好态势[7][8]。
- 中共中央总书记、中央军委主席习近平在北京军事科学院军事医学研究院考察肺炎防控科研攻关工作时强调疫情防控与科研物资生产[9]。
- 福州一在建桥梁因司机未严格执行相关安全要求而发生倒塌，造成2人死亡，4人受伤。[10]

## 3月3日
- 3月3日，中华人民共和国国家发展和改革委员会、教育部、科技部、中国科学院和自然科学基金委五部门联合发文《加强“从0到1”基础研究工作方案》，旨在充分发挥基础研究对科技创新的源头供给和引领作用，解决中国基础研究缺少“从0到1”原创性成果的问题[11][12][13]。
- 国家知识产权局驳回了首批进入实质审查阶段的与疫情相关的恶意商标注册申请共63件，申请涉及火神山、钟南山、方舱等23个商品和服务类别。[14]
- 23时许，“《人民日报》传媒海南”微博运营团队发表声明，回应外界质疑其在肖战粉丝举报事件中“公号私用”的问题。强调自己官媒身份的同时，称与肖战及其团队无接触、无利益关系。“因此次管理上疏漏给广大网友造成了不良影响表示深深的歉意，并通过此教训举一反三，深刻反省”，已开除当事员工[15]。

## 3月5日
- 中共中央政治局常委、国务院总理、中央应对疫情工作领导小组组长李克强主持召开领导小组会议。要求增强防控工作针对性有效性，把关心关爱一线医务人员措施落到实处，进一步做好疫情防控期间困难群众兜底保障工作[16][17]。
- 《中共中央国务院关于深化医疗保障制度改革的意见》。意见围绕坚持和完善中国特色社会制度，从增进民生福祉出发，着眼于加快建成覆盖全民、城乡统筹、权责清晰、保障适度、可持续的多层次医疗保障体系[18][19]。

## 3月6日
- 国家发展和改革委员会表示，“十三五”规划的易地扶贫搬迁建设任务已基本完成[20]。
- 中共中央总书记习近平在京出席决战决胜脱贫攻坚座谈会。他强调要坚决克服疫情影响、坚决夺取脱贫攻坚战全面胜利；到2020年现行标准下的农村贫困人口全部脱贫，是党中央向全国人民作出的郑重承诺，必须如期实现[21]。

## 3月7日
- 福建省泉州市一用于新冠肺炎医学观察的酒店坍塌，搜救正在进行中。[22]
- 浠水县政府通报火神山医院援建者回乡被收隔离费事件，退还收款并将副镇长免职。[23]
- 国家发改委印发《美丽中国建设评估指标体系及实施方案》。《实施方案》指出，将由中国科学院对全国及31个省、自治区、直辖市开展美丽中国建设进程评估。以2020年为基年，以5年为周期开展2次评估[24]。

## 3月8日
- 在终极格斗冠军赛（UFC）248站比赛中，张伟丽战胜前世界冠军、波兰选手约安娜·延杰伊奇克，成功卫冕女子草量级世界冠军[25]。

## 3月9日
- 国务院联防联控机制举办新闻发布会，为做好困难群众的基本生活保障工作，民政部明确5项具体措施[26]。

## 3月10日
- 北京航天飞行控制中心完成中国首次火星探测任务无线联试[27]。
- 国家税务总局发布新版《应对新冠肺炎疫情税费优惠政策指引》，从支持防护救治、支持物资供应、鼓励公益捐赠、支持复工复产四个方面对17项政策逐一进行解读[28]。

## 3月11日
- 2020年泉州欣佳酒店倒塌事故搜救历时111小时，事故共造成29人遇难。[29]

## 3月12日
- 首都各界人士会聚北京中山公园中山堂，举行仪式纪念孙中山先生逝世95周年[30]。

## 3月14日
- 江苏省新冠肺炎病例清零。[31]
- 全国妇联作出决定，追授董李会、陈桂荣、罗桂梅三位“全国三八红旗手”称号[32]。

## 3月16日
- 中国人民银行决定实施普惠金融定向降准，共释放长期资金5500亿元人民币，以市场化改革疏通货币政策传导[33]。

## 3月17日
- 由于2019冠状病毒病湖北省疫情开始逐步缓和，各省市援鄂医务人员开始分批撤离[34]。
- 中华人民共和国国务院总理李克强主持召开国务院常务会议，会议指出统筹推进疫情防控和经济社会发展，做好“六稳”工作，必须把稳就业放在首位[35]。
- 浙江省组建中国抗疫医疗专家组赴意大利协助应对疫情。这是中国政府派遣的首批赴意大利抗击新冠肺炎医疗专家组之一[36]。

## 3月18日
- 下午，北京市延庆区永宁镇、平谷区山东庄镇、房山区青龙湖北山营村相继发生森林火灾。[37][38]当晚，火场明火被扑灭。[39]
- 中国海油宣布，渤海油田油气勘探又获大发现：位于渤海莱州湾北部的垦利6-1-3井，钻遇约20米厚油层，测试单井原油年产量可达40余万桶。[40]

## 3月19日
- 中共中央网信办、国家发展改革委、国务院扶贫办、工业和信息化部联合印发《2020年网络扶贫工作要点》[41]。提出到2020年底前，《网络扶贫行动计划》目标任务全面完成并巩固提升。网络覆盖质量进一步提升，全国行政村通光纤、通4G比例达到99%，贫困村通宽带比例达到99%[42]。
- 中央脱贫攻坚专项巡视“回头看”完成反馈，此项目是中共十九大后中央巡视的首次“回头看”[43]。
- 莫高义任中国共产党中央纪律检查委员会驻人民日报社纪检组组长，李熙不再担任[44]。

## 3月20日
- 效力于西甲西班牙人的中国球员武磊确诊感染新冠病毒。[45]

## 3月21日
- 中国绝大部分地区“健康码”已可实现“一码通行”[46]。

## 3月22日
- 国务院联防联控机制新闻发布会上表示，农业农村部将在全国范围展开农资打假“春雷”行动，春雷”行动目标是要实现“四个一批”，即要查处一批违法案件、处罚一批违法犯罪分子、端掉一批制假售假窝点、曝光一批典型制假售假案例[47][48]。

## 3月23日
- 中国国务院总理兼中央应对疫情小组组长李克强宣布，以武汉市为主战场的中国本土疫情传播已基本阻断，抗疫获得初步成功。[49][50]
- 国务院新闻办公室在武汉举行的第九场发布会上，中央指导组成员余艳红等介绍，中医药全面介入、深度参与新冠肺炎救治工作是这次抗击疫情中的一大亮点，超九成患者使用中医药治疗[51][52]。

## 3月24日
- 北京地铁八通线和昌平线开始在工作日早晚高峰实行超常超强运行图[53]。
- 湖北省新冠肺炎疫情防控指挥部发布通告，宣布从3月25日零时起，武汉市以外地区解除离鄂通道管控，有序恢复对外交通，离鄂人员凭湖北健康码“绿码”安全有序流动[54]。

## 3月26日
- 中华人民共和国外交部、国家移民管理局宣布自28日0时起，暂时停止持有效中国签证、居留许可的外国人入境。[55]
- 中共中央总书记习近平在北京出席二十国集团领导人应对新冠肺炎特别峰会。这将是G20历史上首次举行领导人视频峰会，也是自2019年底武汉市暴发疫情以来，习近平出席的首场重大多边活动[56][57]。
- 由自然资源部中国地质调查局组织实施的中国海域天然气水合物（可燃冰）第二轮试采日前取得成功并超额完成目标任务。此次试采创造了“产气总量、日均产气量”两项世界纪录，实现了从“探索性试采”向“试验性试采”的重大跨越[58]。
- 自2020年初中共中央号召，截至3月26日，中国已有7901万多名党员自愿捐款82.6亿元人民币[59][60]。

## 3月27日
- 国务院任免国家工作人员。任命李毅为国家行政学院副院长；任命严植婵为中央人民政府驻澳门特别行政区联络办公室副主任。免去王东京的国家行政学院副院长职务；免去李凡荣的国家能源局副局长职务[61][62]。
- 江西省九江市、湖北省黃梅縣警察因撤除边界检察站问题发生打斗。[63]
- 当时0时整，《时尚先生》中国大陆版在微博发表声明，称“《时尚先生》创办24年”“始终坚持一个中国原则绝不动摇”。此前《时尚先生》因选择中国男星肖战为杂志拍摄封面照，卷入肖战粉丝举报事件。杂志编辑与抵制肖战的网友在微博展开“骂战”之际。杂志被网友举报，在中文官网将台湾、香港与中国并列，视为独立国家。此举已违反一个中国原则，挑战中国国家主权[64]。杂志于26日晚间删除中文版内容，美国版页面保持不变[65]。

## 3月29日
- 湖北省人民政府办公厅近日印发《关于应对新冠肺炎疫情影响全力以赴做好稳就业工作若干措施》的通知，其中，2020年湖北省公务员招录计划增加20%，选调生招录计划增加50%，事业单位招聘计划30000名以上，鼓励县乡机关积极吸纳优秀高校毕业生[66][67]。
- 一外籍男子在西安市南飞鸿广场拒绝戴口罩，并且侮辱、攻击商场防疫人员的视频，引起网友极大愤慨。[68]当晚，雁塔公安通过微博通报，确认了前述消息，认为该外籍男子的行为扰乱公共秩序，依照相关法律规定，决定给予其行政处罚，并处限期出境。[69]

## 3月30日
- 11时40分，由济南站开往广州站的T179次旅客列车在京广铁路马田墟站至栖凤渡站区段运行时撞上塌方体，发电车起火，第二至六节车厢脱轨侧翻。[70]事故造成1人死亡，4人重伤，123人轻伤。[71]
- 15时51分，凉山州西昌市发生森林火灾，部分道路实行交通管制，各方力量投入灭火。[72][73]
- 中国人民银行发布公告，以利率招标方式开展了500亿元逆回购操作，期限7天，中标利率2.2%，此前为2.4%。此次公开市场操作中标利率下降20个基点[74][75]。
- 中央反腐败协调小组国际追逃追赃工作办公室作出部署，启动“天网2020”行动[76][77][78]。

## 3月31日

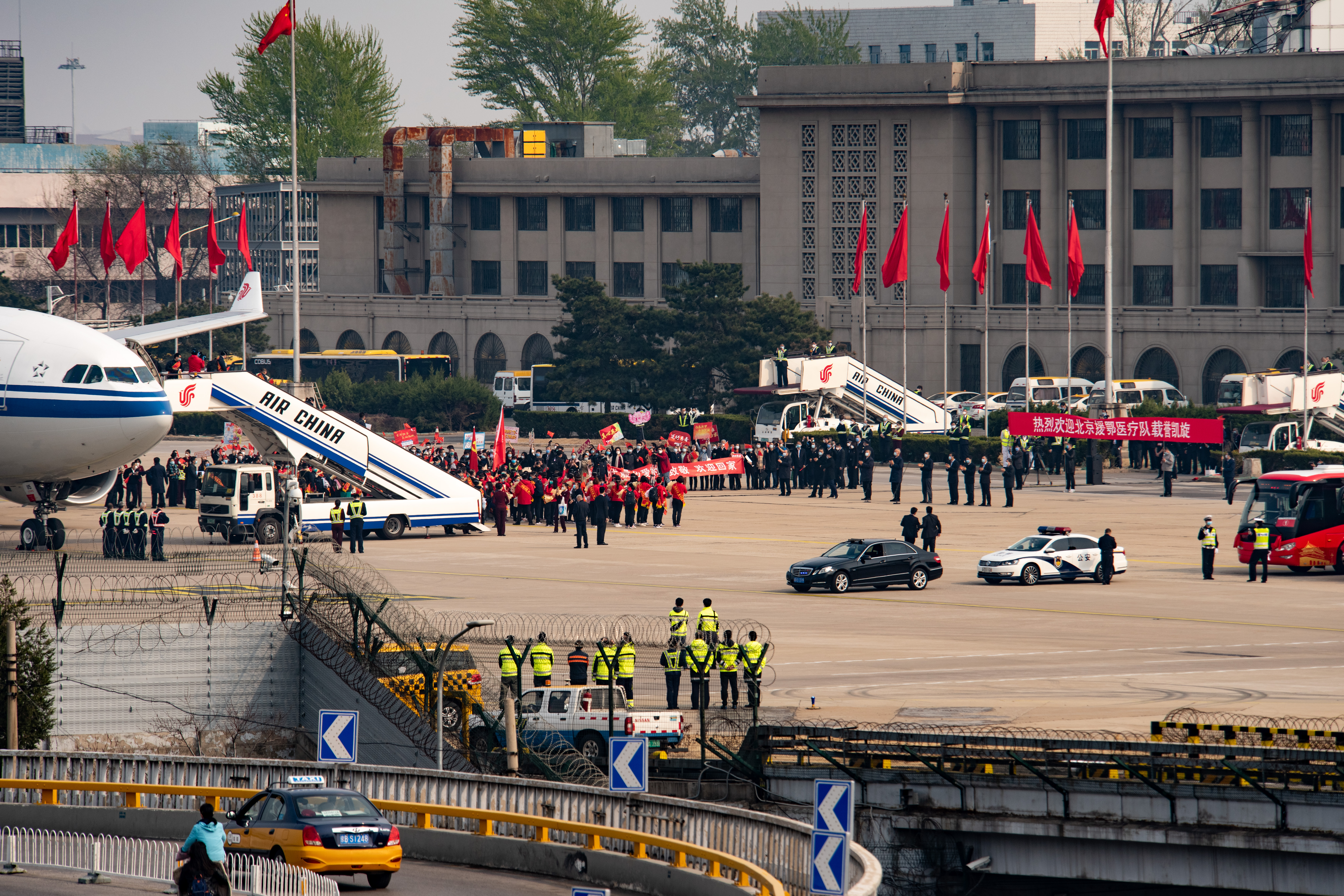
北京市援鄂医疗队返回北京

- 来自20个省市的66支医疗队、7022名医护人员离开湖北，返回各省市，这是援鄂医疗队分批撤离以来返程人数最多的一天[79]。
- 中华人民共和国教育部通知，经中共中央、国务院同意，全国高考延期一个月，在7月7日和8日举行。湖北省、北京市可根据疫情自行选定高考时间，同教育部协商后发布。[80]
- 北京地铁5号线、6号线、13号线和15号线开始在工作日早晚高峰采取超常超强列车运行图，其中6号线首次实现逆高峰大站快车的开行[81]。
- 安徽阜阳发生故意杀人案，一家五口死亡，犯罪嫌疑人当日中午被抓获。[82]
- 南京市人民政府与中国铁路上海局集团有限公司在南京签署宁芜铁路相关协议，既有线位将用于南京地铁8号线的建设。[83]
- 中国科学家发布论文，称新冠病毒容易感染猫和雪貂。[84]
- 2020年3月31日，教育部发布《关于2020年全国高考时间安排的公告》。经党中央、国务院同意，2020年中国普通高等学校招生统一考试延期一个月举行，考试时间为7月7日至8日[85]。